# Wolfgang Pfeiffer (Filmproduzent)
Wolfgang Otmar Pfeiffer, auch Wolf Otto Pfeiffer, (* 19. Juni 1953 in Karlsruhe) ist ein deutscher Filmproduzent, Regisseur, Drehbuchautor und Blogger.

## Leben
Wolf Otto Pfeiffer hat Geisteswissenschaften studiert und danach eine praktische Filmausbildung bei einer Filmproduktionsfirma absolviert. Seit 1978 arbeitet er als Produzent, Drehbuchautor und Regisseur überwiegend im Bereich des Kinofilms. Von 1992 bis 1999 fungierte er als Filmberater in Simbabwe. Er war dort am Aufbau einer Filmschule der UNESCO beteiligt und wirkte nach eigenen Angaben an der Gründung des „African Script Development Fund“ für die Rockefeller-Stiftung mit dessen Direktor der afrikanische Filmemacher Ben Zulu war. Nach seiner Rückkehr nach Deutschland gründete er 1999 in Berlin die Wolfgang Pfeiffer Film GmBH, bestehend aus einer Drehbuchschule, einer Drehbuchagentur (ArsDramatica) sowie einer Filmproduktionsfirma.
Wolf Otto Pfeiffer berät Filmproduktionsfirmen und Filmemacher in Fragen der Drehbuchentwicklung und der Filmpoetologie. Weiterhin ist Pfeiffer als Dozent und Seminarleiter tätig. Wolf Otto Pfeiffer unterhält den Blog Berlinische Poetologie – Drehbuchschreiben nach Kopernikus. Er ist zudem seit 2014 Geschäftsführer der von ihm gegründeten teilweise gemeinnützigen Einrichtung Filmgeist – Zentrum zur Förderung des Geistigen im Film. Die Institution sitzt in Berlin.

## Filmografie (Auswahl)
- 1985/1986: Joe Polowsky – Ein amerikanischer Träumer (Autor, Produzent, Regisseur)
- 1988/1989: Amor America (Produzent)
- 1989–1992: Warheads (Produzent)
- 1989–1991: Verbotene Klänge. Musik unter dem Hakenkreuz (Produzent)
- 1989: Happy End (Regisseur)
- 1990: Im Glanze dieses Glückes (Produzent)
- 1990–1992: Der schwarze Kasten (Produzent)
- 1991/1992: Stilles Land (Produzent)
- 1991: Der letzte Applaus (Regisseur und Produzent)
- 1991: Children of Nature – Kinder der Natur (Produzent)
- 1994/1995: Wigstock (Produzent)

## Auszeichnungen
Wolf Otto Pfeiffers Produktionen haben bereits Auszeichnungen erhalten.
- 1986: Goldene Taube (für „Joe Polowsky[6] – ein amerikanischer Träumer“, Internationale Dokumentarfilmwoche Leipzig)
- 1987: Friedensfilmpreis (für „Joe Polowsky – ein amerikanischer Träumer“)
- 1992: Oscar-Nominierung: Bester fremdsprachiger Film (für „Children of Nature“[7] – Autor und Regisseur: Friðrik Þór Friðriksson)
- 1992: Nominierung zum Europäischen Filmpreis „Felix“: Bester Dokumentarfilm  (für „Joe Polowsky – ein amerikanischer Träumer“)